# ويلف ماكغوينس
ويلفريد ماكغوينس (بالإنجليزية: Wilf McGuinness)‏، من مواليد 25 أكتوبر 1937 في مانشستر في إنجلترا، لاعب كرة قدم إنجليزي سابق ومدرب كرة قدم إنجليزي سابق.
بدأ مسيرته الكروية مع نادي مانشستر يونايتد في عام 1954، ولعب معهم حتى عام 1959، وشارك معهم في 81 مباراة وسجل هدفين.
و قد لعب مع منتخب إنجلترا لكرة القدم بين عامي 1958 و1959، وشارك معهم في مباراتين.
و قد درب نادي مانشستر يونايتد في عام 1970، وفي عام 1971 درب نادي أريس سالونيكا اليوناني، واستمر في تدريبهم حتى عام 1974، وفي عام 1975 انتقل إلى تدريب نادي يورك سيتي واستمر في تدريبهم حتى عام 1977.

## روابط خارجية
- ويلف ماكغوينس على موقع ناشيونال فوتبول تيمز (الإنجليزية)
- ويلف ماكغوينس على موقع Soccerbase.com (لاعب) (الإنجليزية)
- ويلف ماكغوينس على موقع Soccerbase.com (مدرب) (الإنجليزية)